# Путеан, Эриций
Эриций Путеан (Хендрик ван дер Пютт, лат. Erycius Puteanus, нидерл. Hendrick van den Putt; 4 ноября 1574 — 17 сентября 1646) — нидерландский гуманист, исследователь древностей и историк.

## Биография
Родился в Венло, учился в школах Дордрехта и Кёльна, получив степень магистра искусств 28 февраля 1595 года. Затем изучал древнюю историю в Лёвене. 
В 1597 году отправился в Италию, где с помощью кардинала Федериго Борромео был назначен профессором латинского языка в Палатинской школе Милана и работал там с 1600 по 1606 год. Затем брабантское правительство предложило ему занять кафедру профессора античной литературы в Лёвенском университете, где он в итоге проработал более сорока лет. С 1603 года был придворным историографом Филиппа III, короля Испании; эрцгерцог Альберт в 1612 году назначил его почётным советником и спустя два года установил ему ежегодную пенсию в 200 дукатов. Король Англии Яков I ошибочно полагал, что отличавшийся острым языком Путеан был автором скандальной сатиры на короля «Corona Regia» (1615), в связи с чем почти смог добиться его изгнания.
Имел 17 детей, умер в Лёвене. Главные работы: «Theatrum historicum imperatorum austriacorum etc…» (Брюссель, 1642) и «Historiae insubricae libri VI» (Лувен, 1614; Лейпциг, 1678).